# Ден Кейн
Джон Деніел Кейн (англ. John Daniel Caine; нар. 10 серпня 1968, Елміра, Нью-Йорк, США) — американський генерал та венчурний капіталіст, який обіймав посаду заступника директора з військових питань Центрального розвідувального управління з 2021 по 2024 рік. 22-ий Голова Об'єднаного комітету начальників штабів США (з квітня 2025).
1990 року закінчив Вірджинський військовий інститут. Після цього обіймав різні посади у ПС США. У 2018—2019 роках був заступником командувача операції «Непохитна рішучість», а у 2019—2021 роках очолював програму спеціального доступу в офісі заступника міністра оборони з питань закупівель і забезпечення.
У лютому 2025 року Трамп звільнив очільника Об'єднаного комітету начальників штабів, висунувши Кейна кандидатом на цю посаду. У разі затвердження Кейн стане першим головою Об'єднаного комітету начальників штабів без звання генерала чи адмірала, і другим, який повернеться з відставки (перший Максвелл Давенпорт Тейлор).

## Молодість й освіта
Народився 10 серпня 1968 року в лікарні св. Джозефа в Елмірі, Нью-Йорк. Первісток Стівена Аллена Кейна та Кетрін Джонстон Кейн. Закінчив американську школу  в Гані, земля Рейнланд-Пфальц, Німеччина. 1990 року закінчив Вірджинський військовий інститут зі ступенем економіста. Пізніше закінчив Американський військовий університет зі ступенем магістра у галузі повітряної війни.

## Кар'єра

### Військова служба (1990—2024)
1990 року вступив на службу.Станом на лютий 2025 року мав 150 бойових годин і дві поїздки до Іраку. Був серед пілотів, які захищали Вашингтон після атак 11 вересня  як начальник озброєнь і тактики 121-ї винищувальної ескадрильї. У 2009—2016 роках за сумісництвом був членом Повітряних сил Національної гвардії. У 2018—2019 роках обіймав посаду заступника генерала-командувача операції «Непохитна рішучість», а у 2019—2021 роках очолював програми спеціального доступу в офісі заступника міністра оборони з питань закупівель і забезпечення. 2021 року отримав звання генерал-лейтенанта. Обіймав посаду заступника директора з військових питань з листопада 2021 року до грудня 2024 року.

### Державний і приватний сектор
Був спеціальним помічником міністра сільського господарства США. Обіймав посаду радника з питань боротьби з тероризмом у Раді національної безпеки в рамках програми стипендіатів Білого дому. Під час вторгнення в Ірак 2003 року розробив план протидії ракетам «Ельбрус», якими володіли іракські сили. У біографії ПС про нього зазначено як «послідовний підприємець й інвестор». Згідно з його обліковим записом в LinkedIn, він консультував компанію Voyager, яка займається космічними технологіями. У січні 2025 року приєднався до Shield Capital, компанії венчурного капіталу. Партнер Ribbit Capital і радник Thrive Capital.

## Голова Об'єднаного комітету начальників штабів
21 лютого 2025 року президент Дональд Трамп звільнив Чарльза Брауна з посади голови Об'єднаного комітету начальників штабів, назвавши Кейна своїм кандидатом на його посаду. На Консервативній політичній конференції 2019 року, Трамп сказав, що зустрів Кейна, на прізвисько «Разін Кейн», в Іраку у грудні 2018 року. За словами Трампа, чоловіки хвалили один одного. Кейн нібито стверджував, що може перемогти ІДІЛ за тиждень, просячи дозволу ініціювати масові удари. Носив капелюх MAGA, хоча помічники заперечують. Військовослужбовцям під час служби не дозволяється носити політичні товари. За даними «Нью-Йорк таймс», Кейн зустрівся з Трампом і віцепрезидентом Джей Ді Венсом за тиждень до цього.
У разі затвердження його кандидатури Сенатом, Кейн стане першим головою Об'єднаного комітету начальників штабів без звання генерала чи адмірала до того, як обійме цю посаду, і другим, який був у відставці на момент затвердження. Відповідно до 10-го розділу Кодексу США вимагає, щоб голова Об'єднаного комітету начальників штабів був бойовим командиром, заступником голови Об'єднаного комітету начальників штабів або вищим офіцером одного з шести родів військової служби, якому Кейн не відповідає.
11 квітня 2025 року його кандидатура була затверджена на пленарному засіданні Сенату США 60 «за» і 25 «проти».

## Особисте життя
У листопаді 1992 року заручився з Сарою Лінн Мартін, координатором відділу маркетингу Western Sizzlin'. У січні 1993 року одружилися в єпископальній церкві Еммануїла в Гаррісонбурзі, штат Вірджинія.

## Нагороди та відзнаки
Серед його нагород і відзнак:
|                                                                             |                                                                             |                           |  |
|                                                                             |                                                                             | Bronze oak leaf cluster   |  |
|                                                                             | Bronze oak leaf cluster                                                     | Bronze oak leaf cluster   |  |
|                                                                             | Bronze oak leaf cluster · Bronze oak leaf cluster                           |                           |  |
|                                                                             | Bronze oak leaf cluster · Bronze oak leaf cluster · Bronze oak leaf cluster |                           |  |
|                                                                             | Bronze star                                                                 | Bronze star · Bronze star |  |
|                                                                             |                                                                             |                           |  |
| Silver oak leaf cluster · Bronze oak leaf cluster · Bronze oak leaf cluster |                                                                             |                           |  |

## Виноски
1. ↑  У пари народилася ще одна дитина: Дженніфер[4] (1970 року народження).[3]
2. ↑  Написання прізвиська Кейна відрізняється, наприклад "Raizin Caine"[16] і "Raisin Caine"[7]. В оголошенні Трампа - "Razin Caine"[6].

### Статті
- Ali, Idrees; Stewart, Phil (21 лютого 2025). 'He's a real general': How Trump chose Dan Caine to be top US military officer. Reuters. Процитовано 22 лютого 2025.
- Bertrand, Natasha; Britzky, Haley; Liebermann, Oren; Bo Lillis, Katie (23 лютого 2025). How retired Air Force Lt. Gen. Dan Caine became Trump's pick for Joint Chiefs chairman. CNN. Процитовано 23 лютого 2025.
- Trump fires Gen. Charles Q. Brown as chair of the Joint Chiefs of Staff, other senior officers. CBS News. Процитовано 22 лютого 2025.
- Copp, Tara (23 лютого 2025). A look at Dan 'Razin' Caine, Trump's pick to be the top US military officer. Associated Press. Процитовано 23 лютого 2025.
- Martin-Caine. Daily News-Record. 30 листопада 1992. Процитовано 22 лютого 2025.
- Martin-Caine. Daily News-Record. 8 березня 1993. Процитовано 22 лютого 2025.
- Cooper, Helene; Schmitt, Eric (21 лютого 2025). Dan Caine, Trump's Joint Chiefs Pick, Had Unusual Path to Top Ranks. The New York Times. Процитовано 22 лютого 2025.
- Harris, Shane; Lemire, Jonathan (22 лютого 2025). Trump's Military Purge Has Washington Asking 'Who's Next?'. The Atlantic. Процитовано 22 лютого 2025.
- Kim, Juliana; Bowman, Tom (22 лютого 2025). Who is Trump's pick for chairman of Joint Chiefs of Staff, Dan Caine?. NPR. Процитовано 23 лютого 2025.
- Losey, Stephen (21 лютого 2025). Trump fires Joint Chiefs chairman, Navy head in DOD leadership purge. Air Force Times. Процитовано 22 лютого 2025.
- Revere, C.T. (10 червня 2005). Oro Valley man White House Fellow. Tucson Citizen. Процитовано 22 лютого 2025.
- Schmitt, Eric; Cooper, Helene; Swan, Jonathan (21 лютого 2025). Trump Fires Joint Chiefs Chairman Amid Flurry of Dismissals at Pentagon. The New York Times. Процитовано 22 лютого 2025.
- Schmitt, Eric (23 лютого 2025). Trump's Frustration With Generals Resulted in an Unconventional Pick. The New York Times. Процитовано 23 лютого 2025.
- Births in Area. Star-Gazette. 12 серпня 1968. Процитовано 22 лютого 2025.
- Births in Area. Star-Gazette. 18 травня 1970. Процитовано 22 лютого 2025.
- Stewart, Phil; Ali, Idrees (21 лютого 2025). Trump fires top US general in unprecedented Pentagon shakeup. Reuters. Процитовано 22 лютого 2025.
- Timotija, Filip (22 лютого 2025). What to know about Dan Caine, Trump's pick to lead Joint Chiefs of Staff. The Hill. Процитовано 22 лютого 2025.
- Vanden Brook, Tom; Anderson, Zac; Winkie, Davis (22 лютого 2025). Trump removes Joint Chiefs chairman Gen. CQ Brown in purge of military leaders. USA Today. Процитовано 22 лютого 2025.
- Vinall, Frances (22 лютого 2025). Who is Dan Caine, Trump's pick as chairman of the Joint Chiefs of Staff?. The Washington Post. Процитовано 22 лютого 2025.
- Youssef, Nancy (21 лютого 2025). Trump Fires Top Pentagon Officers in Sweeping Overhaul. The Wall Street Journal. Процитовано 22 лютого 2025.

### Документи
- Ml John Daniel Caine in the U.S., Public Records Index, 1950-1993, Volume 1. Public Records Index.